# 퍼블릭 유니버설 프렌드
퍼블릭 유니버설 프렌드(Public Universal Friend, 1752년 11월 29일 ~ 1819년 7월 1일)은 미국의 전도사이다. 퀘이커 부모 사이에서 제미마 윌킨슨(Jemima Wilkinson)이라는 이름으로 로드아일랜드주 컴벌랜드에서 태어났다. 1776년 심각한 병을 앓고 나면서부터 원래의 프렌드는 죽었으며, 퍼블릭 유니버설 프렌드라는 이름의 성별이 없는 전도사로 다시 태어났다고 주장하였다. 이후 출생명과 자신에게 붙는 성별 대명사를 사용하는 걸 지양하였다. 또한 양성적인 옷을 입으면서 미국 북동부 지역을 돌며 전도를 하였고, 소사이어티 오브 유니버설 프렌즈(Society of Universal Friends)라는 많은 추종자를 끌어모았다.
퍼블릭 유니버설 프렌드의 신학 체계는 대부분의 퀘이커가 믿는 신학 체계와 유사하였다. 자유의지를 강조하였고, 노예제를 반대하였으며, 성적 금욕을 지지하였다. 소사이어티 오브 유니버설 프렌즈에 가장 헌신적이었던 추종자는 자신의 가정과 지역사회에서 주도적인 역할을 하는 미혼 여성 집단이었다. 1790년대에는 뉴욕 서부에 땅을 얻게 되었고, 뉴욕의 펜 얀 근처의 예루살렘에 거주 지역을 형성하였다. 소사이어티 오브 유니버설 프렌즈는 프렌드가 사망하고 수십 년이 지난 1860년대까지 존재하였다. 많은 작가들이 프렌드를 여성이라고 지칭하였으며, 교활한 사기꾼 또는 여성 권리의 선구자로 묘사한 반면, 일부 작가들은 트랜스젠더나 논바이너리인 전도사이자 트랜스젠터 역사의 중요 인물이라고 표현하였다.

### 내용주
1. ↑  원래 철자: the Publick Universal Friend. the Universal Friend, the Friend 또는 P.U.F.라고 줄이기도 함.

### 참조주
1. ↑  위스비 2009, 3쪽.
2. ↑  모이어 2015, 13쪽.
3. ↑  위스비 2009, 163쪽.
4. ↑  모이어 2015, 243쪽.
5. ↑  페그 A. 램피어, 로잰 웰치, Women in American History (2017, ISBN 1-61069-603-4), p. 331.